# El casamiento de la comadreja
El casamiento de la comadreja es una fábula del escritor y periodista Constancio C. Vigil (Rocha, Uruguay; 4 de septiembre de 1876 - Buenos Aires; 24 de septiembre de 1954) publicada por primera vez en 1943 a través de la editorial Atlántida, empresa fundada por el mismo escritor. El libro cuenta las tribulaciones de una comadreja y su hija en la búsqueda de un marido para la más joven.
La mayoría de las ediciones del libro desde su primera edición hasta la década de 1960  contaron con las ilustraciones de Federico Ribas. Posteriormente en 1976 se realizó una nueva tirada con ilustraciones de Sara Conti, quien firmaba bajo el pseudónimo de Chacha.

## Argumento
Una comadreja vive en el campo dentro de un tronco de árbol hueco, durmiendo de día y cazando de noche. Días después de dar a luz a una docena de comadrejitas, de las cuales once de ellas apenas pueden valerse por sí mismas parten en busca de su propio destino, la madre queda en compañía de su pequeña hija que a medida que va madurando decide casarse.
En la búsqueda de un marido adecuado para ella, la joven comadreja se encuentra con la cotorra Misia Pepa, la cual sigue con su eterna pretensión de ir de viaje a la ciudad y pregunta a cuanto animal encuentra si necesita algo de allí para traérselo a su regreso. La comadreja le solicita le consiga un novio y la cotorra no escatima promesas de que así lo hará. Pero como es sabido, Misia Pepa solo usa ese pretexto del viaje y de los encargos como una mera excusa para satisfacer su verborrea, darse aires de importante y estar alejada de las demás cotorras que la detestan, por lo cual la comadreja no la vuelve a ver. Es entonces cuando madre e hija convienen en pedirle a una pareja de chajás que anuncien la idea de conseguirle un novio a ella a fuerza de viva voz.
Los chajás comienzan su tarea de bardo repitiendo la frase "-¡La señorita comadreja quiere casarse y está esperando novio!". A partir de sus anuncios, largas filas de animales se presentan ante las comadrejas como posibles candidatos. Pero una y otra vez madre e hija, en su afán de encontrar al candidato perfecto, rechazan a los que por allí se acercan, motivando la mayoría de esos rechazos el hecho de que dichos animales no pertenecen a la misma especie de mamíferos mustélidos y por lo tanto, sus hábitos son completamente diferentes lo cual haría la convivencia imposible.
Finalmente aparece por allí un caballero llamado Comadrejín el cual rápidamente congenia tanto con la aprobación de la hija como de su madre para candidato, y pronto se celebra la boda. Posteriormente la pareja se muda a otra zona del campo para hacer allí su vida. Sin embargo los conflictos comienzan a producirse cuando los chajás continuaron anunciando que la joven comadreja seguía buscando novio para casarse, lo que llevó a que el desfile de animales pretendientes se acercara donde vivía la pareja o la madre, y tras ser informados de que el casamiento ya se había concretado, se sintieran ofendidos por lo que consideraban había sido una broma de mal gusto.
En varias ocasiones la comadreja madre pide a los chajás que dejen de repetir el anuncio de que su hija estaba buscando novio porque ya se había casado, pero los chajás guardaban silencio y luego continuaban con sus vociferaciones. El motivo de dichos actos residía en que unos diminutos bichitos se habían metido en los oídos de los chajás, produciéndoles problemas en los tímpanos al punto de dejarlos sordos y cada vez que la comadreja madre se acercaba a pedirle que cesaran con su anuncio, ellos al no oírla, pensaban que les estaba pidiendo todo lo contrario.
Los chajás continuaron con su pregoneo y el cuento finaliza con la familia de las comadrejas enfrentándose a encolerizadas riñas con otros animales que se sentían ofendidos.

## Ediciones
Entre 1943 y 1949 el libro contó con tres ediciones en formato de tapa dura con unas 56 páginas que le reportaron ventas de hasta 47.000 ejemplares. Durante la década siguiente siguió editándose en el mismo formato hasta que en 1976 tuvo una corta tirada con un formato de tapa dura de mayor tamaño y de aproximadamente 33 páginas donde se mantenía la narración original.